# Frederick Girsch
Frederick Girsch (eigentlich Friedrich Girsch, * 31. März 1821 in Büdingen, Großherzogtum Hessen; † 18. Dezember 1895 in Mount Vernon, New York State) war ein deutsch-amerikanischer Radierer, Porträtmaler, Stahl- und Banknotenstecher. Er fertigte die Druckplatten zahlreicher amerikanischer Dollar-Noten.

## Leben

Frederick Girsch: Die Deklaration der Unabhängigkeit nach einem Gemälde von John Trumbull

Girsch studierte an der Kunstakademie in Darmstadt und war ein Malschüler von Karl Ludwig Seeger. Anschließend arbeitete er als Kupfer- und Stahlstecher, wobei er vor allem Porträtaufträge annahm. An dem Stahlstich Die deutsche Nationalversammlung in der Paulskirche zu Frankfurt a/M., nach einer Zeichnung von Johann Heinrich Hasselhorst, wirkte er als Stecher mit. Aus dieser Zeit ist auch eine Darstellung von Martin Luther bekannt, die er nach einer Vorlage von Lucas Cranach d. Ä. fertigte. Im Zuge der Deutschen Revolution 1848/1849 zog er nach Paris und emigrierte 1849 in die Vereinigten Staaten, wo er sich in New York niederließ.
Dank seiner großen künstlerischen und handwerklichen Fähigkeiten erhielt er zahlreiche Aufträge. Ab 1855 arbeitete er für die Druckereien Danforth und Wright & Co. Für die American Bank Note Company stach er zahlreiche Vignetten, die zum Teil bei dem Druck von offiziellen Banknoten verwendet wurden. Sein Stahlstich DeSoto entdeckt den Mississippi (DeSoto Discovering the Mississippi) wurde für die $ 500-Federal-Reserve-Note verwendet. Auch die Vignetten der 5-Dollar-Note, der 10-Dollar-Note (Die Deklaration der Unabhängigkeit nach einem Gemälde von John Trumbull) stammen von Girsch. Das Metropolitan Museum of Art in New York besitzt freie, künstlerische Arbeiten (Golden Thoughts, 1885; Girl by the Sea, 1883). Für die New Yorker Criminal Zeitung entstand 1860 der Kupferstich Die Helden der Revolution.
Neben Christian Gobrecht, Charles Frederick, Charles Mielatz (1864–1919) und Stephen Alonzo Schoff gehörte Girsch in den USA zu den wichtigsten deutschstämmigen Stahlstechern und Graveuren seiner Zeit. Seit Sohn Charles W. Girsch stiftete 35 Vignetten amerikanischer Banknoten seines Vaters dem United States National Museum.